# Catalposid
Catalposid ist ein Glucosid, also ein Glycosid mit Glucose als Zuckereinheit, und kommt in Trompetenbäumen vor. Als zusätzliches Strukturelement weist es einen para-Hydroxybenzoesäureester auf.

## Vorkommen

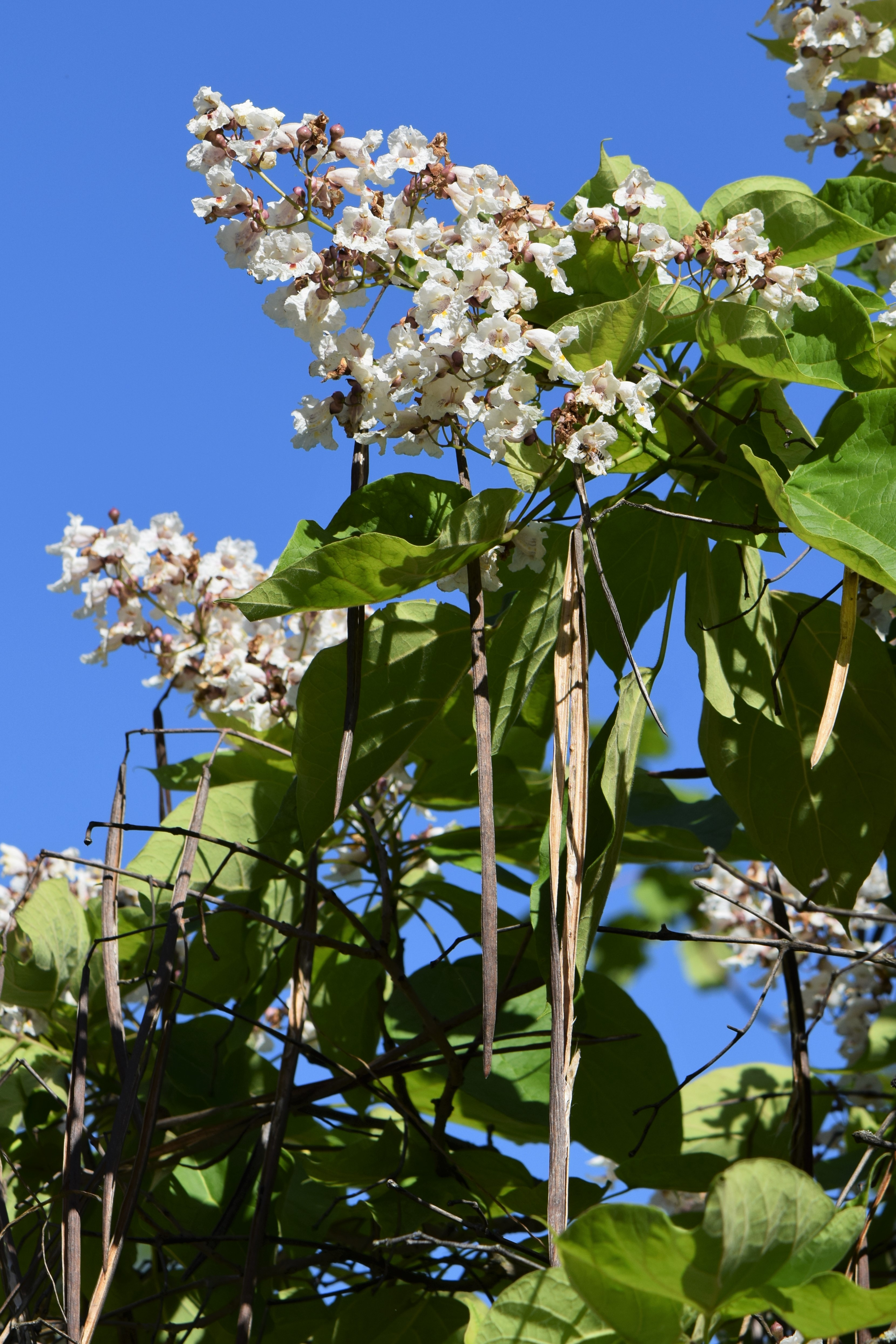
Gewöhnlicher Trompetenbaum mit Blüten und herunterhängenden Früchten

Catalposid wurde erstmals 1888 aus den Früchten des Gewöhnlichen Trompetenbaums (Catalpa bignonioides) isoliert und damals noch als Catalpin bezeichnet. Die Verbindung kommt daneben auch in Catalpa ovata vor.

## Eigenschaften und Reaktionen
Unter Palladiumkatalyse kann die nichtaromatische Doppelbindung hydriert werden, mit Platin(IV)-oxid können alle fünf Doppelbindungen hydriert werden. Die phenolische OH-Gruppe weist einen pKS-Wert von 9,97 auf. In Zellkulturen zeigte die Verbindung entzündungshemmende Eigenschaften. Unter anderem hemmt sie die Expression der induzierbaren Stickstoffmonoxid-Synthase (iNOS) in Makrophagen.